# Górowanie
Górowanie, kulminacja górna – największa wysokość astronomiczna osiągana przez dane ciało niebieskie w wyniku obrotu sfery niebieskiej. Górowania odbywają się zawsze na południku niebieskim.
Ze względu na położenie ciała względem zenitu górowania dzielimy na południowe i północne. Wysokość danego ciała niebieskiego podczas kulminacji zależy bezpośrednio od jego deklinacji {\displaystyle (\delta )} oraz szerokości geograficznej miejsca obserwacji {\displaystyle (\phi ){:}}
- jeśli {\displaystyle \delta \geqslant \phi } to górowanie jest północne: {\displaystyle h_{gPn}=\phi +90^{\circ }-\delta ;}
- jeśli {\displaystyle \delta \leqslant \phi } to górowanie jest południowe: {\displaystyle h_{gPd}=90^{\circ }-\phi +\delta .}